# SV Fügen
Der SV Fügen ist ein österreichischer Fußballverein aus der Gemeinde Fügen im Bezirk Schwaz in Tirol und wurde 1953 gegründet. Die Zillertaler waren Anfang der 1990er Jahre in der Regionalliga West vertreten. Die Kampfmannschaft spielt in der Regionalliga Tirol.

## Geschichte
Am 19. Juli 1953 gründete die Fügener ihren Sportverein unter Obmann Anton Obermair, Karl Plattner übernahm das Traineramt. In den Anfangsjahren spielten die Zillertaler in der 1. Klasse Unterland und trugen ihre Heimspiele in Jenbach aus. Plattner holte viele Spieler aus den umliegenden Gemeinden, damit der Verein schneller eine konkurrenzfähige Mannschaft von Fügener Nachwuchsspielern aufbauen konnte. Durch mehrere Umbauten des Sportplatzes, der Kabinenanlage und 2005 die Verlegung eines Kunstrasenplatzes waren die Fügener für die höheren Tiroler Ligen gerüstet.

## Titel und Erfolge
- 4 × Drittligateilnahme (Regionalliga West): 1985/86, 1990/91, 1991/92, 2021/22
- 3 ×  Meister der Tiroler Liga: 1985, 1990, 2021
- 1 × TFV-Cupsieger: 2022